# Kostiantyn Czechowycz

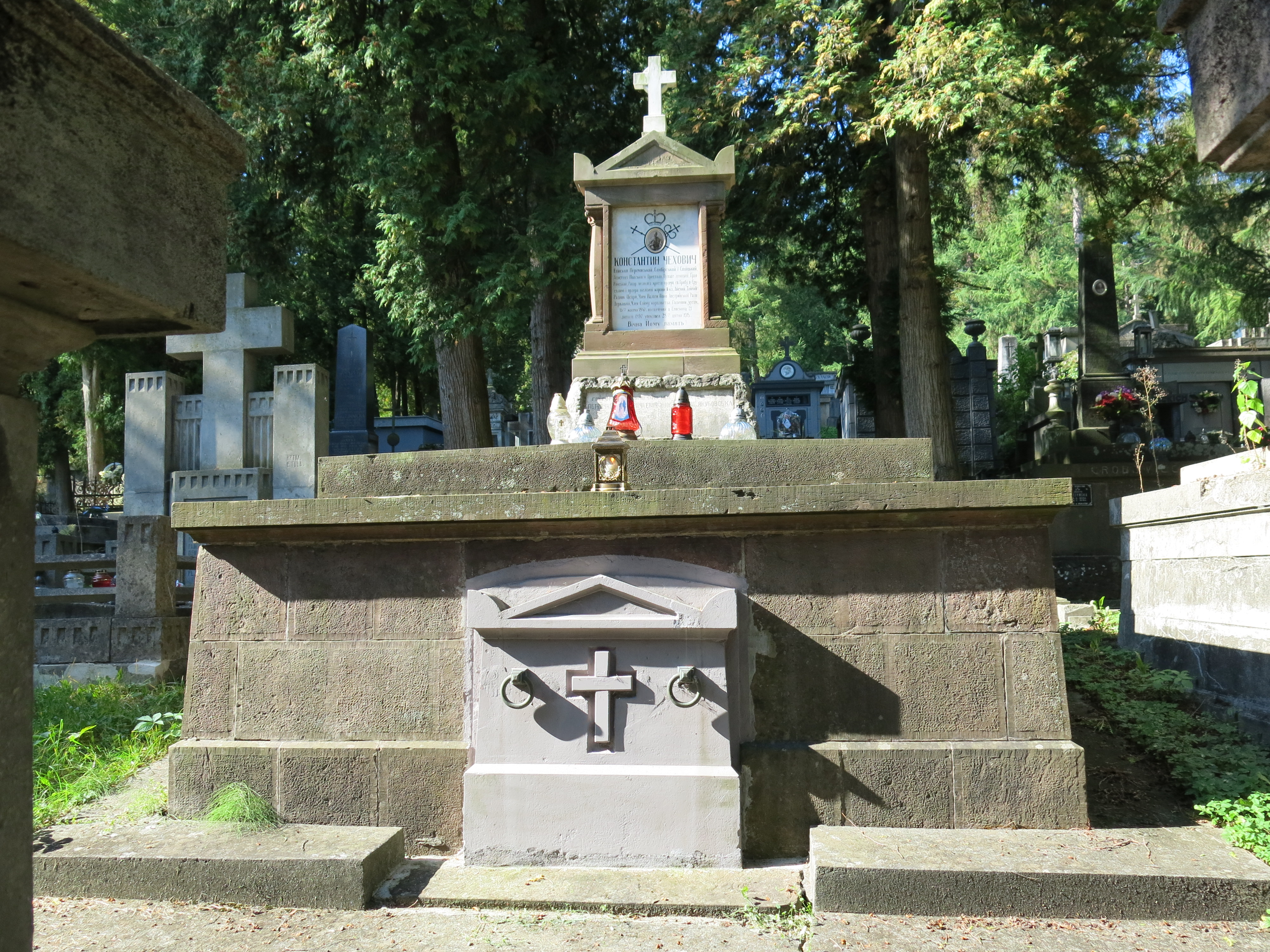
Nagrobek Kostiantyna Czechowycza

Konstantyn Ritter von Czechowycz (ukr. Костянтин Чехович; ros. Константин Чехович; ur. 15 października 1847 w Dziewięcierzu, zm. 28 kwietnia 1915 w Przemyślu) – greckokatolicki biskup przemyski w latach 1896–1915, popierał ukraiński ruch narodowy.

## Życiorys
Syn parocha w Dziewięcierzu Józefa Czechowicza i Antoniny z Pasławskich. Szkołę główną w Jaworowie ukończył w 1858, gimnazjum ukończył w 1868, studia teologiczne we Lwowie ukończył w 1871. 12 września w Lubieniach w powiecie jaworowskim poślubił Marię z Sienkiewiczów (ur. 28 czerwca 1856 – zm. 12 sierpnia 1873). Jako wdowiec został 5 stycznia 1873 wyświęcony na kapłana przez bp Jana Stupnickiego. W latach 1873–1875 „cooperator” (wikariusz) w Mołodyczu. w latach 1875-1877 był prefektem seminarium we Lwowie. Po śmierci ojca (parocha Józefa Czechowicza) objął parochię Dziewięcierz w latach 1877–1887 i był też kapelanem wojskowym. Po pobycie na probostwie został kanclerzem eparchii przemyskiej. W latach 1888–1890 rektor Greckokatolickiego Seminarium Duchownego w Przemyślu.
W 1896 został mianowany biskupem przemyskim, a w 1897 konsekrowany i intronizowany. W latach 1895–1914 był posłem do Sejmu Krajowego Galicji w VII, VII, IX i X kadencji, w tym od początku 1912 pełnił stanowisko wicemarszałka, zastępując Andrzeja Szeptyckiego.
Sprowadził do Przemyśla żeńskie greckokatolickie zakony sióstr bazylianek i służebnic NMP, jego staraniem zbudowano gmach greckokatolickiego seminarium duchownego, jak również założono Ruski Instytut dla Dziewcząt.
Również wskutek jego poparcia utworzono ukraińskie instytucje finansowe: „Ukrajińską Szczadnycię”, Towarzystwo Wzajemnego Kredytowania „Wira” i „Miszczańską Kasę”.
W 1897 otrzymał od papieża Medal „Fidei et Virtuti”, a w dwa lata później cesarski Order Korony Żelaznej II klasy.
W 1912 otrzymał nobilitację szlachecką z herbem zbliżonym do Ostoji.
W czasie rosyjskiej okupacji Przemyśla w 1915 został aresztowany przez władze carskie i wkrótce zmarł.
Został pochowany na cmentarzu Głównym w Przemyślu.

## Zobacz
- Greckokatoliccy biskupi przemyscy
- Schematyzm Greckokatolickiej Eparchii Przemyskiej